# Andrzej Morawski
Andrzej Morawski (ur. 14 września 1901 w Szczytach, zm. 30 września 1966 w Warszawie) – polski przewodnik turystyczny i technik, kawaler Orderu Virtuti Militari, kapral rezerwy Wojska Polskiego.

## Życiorys
Urodził się 14 września 1901 w folwarku Szczyty, w ówczesnym powiecie radomskim guberni radomskiej, w rodzinie Michała (rolnika) i Marii z Jaworskich. W roku szkolnym 1916/1917 uczęszczał do szkoły ludowej w Brzeźcach.
1 listopada 1918 wstąpił do oddziału Polskiej Organizacji Wojskowej w Białobrzegach. 11 listopada 1918, po rozbrojeniu Niemców na terenie powiatu grójeckiego i radomskiego, został wcielony z całym oddziałem POW do 24 pułku piechoty. W szeregach tegoż pułku uczestniczył w wojnie z bolszewikami, walcząc w ramach Frontu Litewsko-Białoruskiego. Awansowany do kaprala. Odznaczył się 11 lipca 1920. Dowódca I batalionu 24 pp porucznik Antoni Żółkiewski we wniosku na odznaczenie Orderem Virtuti Militari napisał 24 sierpnia 1920: „podczas przedzierania się baonu przez zajęte bolszewikami miasto Mińsk, kapral Morawski Andrzej na silny ogień z okien domów bocznych ulic, wśród ogólnego popłochu, nie tracąc zimnej krwi podjął pozostawionego na ulicy ciężko rannego szer. Rakfała, opatrzył go i wyprowadził z miasta. W każdej chwili był narażony na odcięcie przez patrole kozackie. Wyprowadził również jeden karabin maszynowy. Dnia 2 sierpnia 1920 (pod Wysokiem Mazowieckiem) mając sekcję odpierał następującego wroga. Został ciężko ranny. Ostatni został wzięty z pozycji”. 25 lutego 1921 roku został przeniesiony do rezerwy.
W kwietniu 1922 roku znalazł zatrudnienie przy odbudowie Zamku Królewskiego w Warszawie, a z początkiem kwietnia 1924 r. został przewodnikiem po tymże zamku.
W czasie okupacji niemieckiej uczestniczył w ratowaniu zgromadzonych na Zamku dzieł sztuki.
Po zakończeniu II wojny światowej pozostał w stolicy i pracował w Instytucie Historii Sztuki Polskiej Akademii Nauk na stanowisku technika. 
Był żonaty, miał troje dzieci: Zbigniewa (ur. 1925), Annę (ur. 1926) i Wiesławę (ur. 1930).
Zmarł w Warszawie, pochowany 4 października 1966 na cmentarzu Bródnowskim (kwatera 108K-1-18).

## Ordery i odznaczenia
- Krzyż Srebrny Orderu Virtuti Militari nr 2042[1] (19 lutego 1922)[10][11][12]
- Medal Pamiątkowy za Wojnę 1918–1921[13]
- Medal Dziesięciolecia Odzyskanej Niepodległości[13]
- Medal 10-lecia Polski Ludowej (19 stycznia 1955)[14]
- Odznaka za Rany i Kontuzje z dwiema gwiazdkami[15]